# Jankowce (obwód tarnopolski)
Jankowce (ukr. Іванківці) – wieś na Ukrainie, w  rejonie tarnopolskim obwodu tarnopolskiego, w hromadzie Tarnopol, założona w 1536 r.

## Historia
W II Rzeczypospolitej miejscowość była siedzibą gminy wiejskiej Jankowce w powiecie tarnopolskim województwa tarnopolskiego. Wieś liczy 410 mieszkańców.
Do 2020 roku część rejonu zborowskiego, od 2020 – tarnopolskiego.

## Urodzeni
- Natala Basarab (ur. 1954) – ukraińska malarka.